# サイボーグスーパーマン
サイボーグスーパーマン（英: Cyborg Superman）は、DCコミックスの出版するアメリカン・コミックス『スーパーマン』に登場する架空のスーパーヴィラン。ダン・ジャーゲンズ（Dan Jurgens 【dʒɜːrɡənz】）によって創造され、1990年の"Adventures of Superman #466"で初登場した。

## オリジン
本名：ヘンリー・ヘンショウ (Henry Henshaw)
通称：ハンク・ヘンショウ(Hank Henshaw)
ヘンショウ機長と妻のテリーを含む乗組員を乗せたスペースシャトル「エクスカリバー号」は、レックスコープの放射線実験で引き起こされた太陽フレアの影響で事故を起こす。当初、ヘンショウには事故の影響があまり見られず、他の乗組員の体が宇宙線によって突然変異していたため、治療のためレックスコープの施設へ向かう。そのうちの1人が暴れ始めスーパーマンと戦っていると、ヘンショウにも異変が起き身体が腐敗し始める。ヘンショウはスーパーマンの助けを借りてテリーを救うが、他の乗組員は自殺してしまう。ヘンショウも体の大部分を失うものの、意識をレックスコープのメインフレームコンピュータに移すことに成功する。
機械を操作する能力を得たヘンショウはロボットの体を構築してテリーの前に現れる。テリーはその姿にショックを受け窓から落ち死亡する。この時点で、ヘンショウは通信ネットワークにも干渉するようになっていた。NASAのネットワークからスーパーマンが赤ん坊の頃に使用していた出産・育児マトリクスと遭遇し、機械に乗り移ることができる彼は、そこでスーパーマン（クラーク・ケント）のDNAによる不完全な肉体とそれを補う機械部品から、サイボーグとしての新たな肉体を作りあげ、その機械の体に乗り移る。発狂していた彼は、この結果を招いたのはスーパーマンのせいと考え、その復讐を誓う。

## 歴史

### マン・オブ・トゥモロー
ヘンショウが再び地球に戻ってきたとき、スーパーマンはドゥームズデイに殺害された後で、直接スーパーマンに復讐することができなかった。その代わりに「スーパーマンの生まれ変わり」と主張することでスーパーマンの名誉を失墜させようと目論む。スーパーマンが地球に飛来したロケットから生体情報を読み取り、クリプトンの合金の一部を使ってサイバネティックスの体を作り出す。ヘンショウはデイリー・プラネット新聞社のスーパーマンの記念碑を破壊した後、プロジェクト・カドモスが押収していたドゥームズデイの遺体を宇宙空間に投棄し、アメリカ合衆国大統領の暗殺を阻止した。スーパーマンと親交のあったエミール・ハミルトン博士のもとで検査を受け、遺伝的にスーパーマンと一致したことから信頼を増す。この結果、ホワイトハウスは「本物のスーパーマン」と認め、ヘンショウはエージェントとして関わるようになる。ロイス・レインと出会った際には、記憶はぼんやりしているがロケットでケントという名の農場に飛来した、ということを伝える。ヘンショウはスティール、エラディケーター、スーパーボーイと同時期にメトロポリスに現れたが、大統領に承認されたことでスーパーマンの後継者としての地位を確実なものにする。

### コースト・シティの破壊
モングルの宇宙船がグリーンランタンのハル・ジョーダンの故郷であるコースト・シティの上空に現れ、爆弾を投下し何百万人もの犠牲者を出す事件を起こす。ヘンショウは宇宙空間を彷徨っている間にウォーワールドにたどり着き、モングルをスーパーマンへの復讐計画に加担させていた。コースト・シティに現れたエラディケーターを攻撃して重傷を負わせ、罪を擦り付け大統領に報告する。さらに拠点となる要塞エンジン・シティを作り上げ、スーパーボーイを騙して監禁した後、メトロポリスを第2のエンジン・シティにするためにミサイルを準備する。スーパーボーイが脱走し、蘇生された本物のスーパーマン、スティール、スーパーガールと共にエンジン・シティに現れる。スーパーボーイが発射されたミサイルを阻止している間、ハル・ジョーダンも駆け付けモングルを倒す。ヘンショウはスーパーマンと再び現れたエラディケーターをエンジン・シティの主動力装置のもとへ誘い出し、主動力にしているクリプトナイトを使った爆風を浴びせる。エラディケーターが身を庇って爆風の放射線をエネルギーに変換し、そのエネルギーで力を得たスーパーマンにヘンショウは胸を貫かれ破壊される。

## 他のメディア

### ドラマ
SUPERGIRL/スーパーガール (2015年-現在)
演 - デヴィッド・ヘアウッド
特異生物対策局（DEO）の長官。ただし地球人のハンク・ヘンショウは、日本でCS放送されたシーズン3までには回想シーンのみに登場。
スーパーガールの育ての父ジェレマイア・ダンバース博士と共に南米で生死不明になった。
その時から火星人ジョン・ジョーンズがハンク・ヘンショウの姿に変身しDEOの長官を引き継いだ。
ダンバース博士を演じた俳優がディーン・ケイン（TVドラマの新スーパーマンで主演）である。

### アニメ
リージョン・オブ・スーパーヒーローズ (2006年-2008年)
声 - ユーリ・ローエンタール
デス・オブ・スーパーマン (アニメ) (2018年)
声 - パトリック・ファビアン
レイン・オブ・ザ・スーパーメン (アニメ) (2019年)
声 - パトリック・ファビアン/ジェリー・オコンネル

### ゲーム
インジャスティス:神々の激突 (2013年)